# Günter von Kannen
Günter von Kannen (22. März 1940 in Rheydt – 29. Juli 2016 in Karlsruhe) war ein deutscher Opernsänger der Stimmlage Bassbariton. Er reüssierte insbesondere in Opern von Mozart, Donizetti, Rossini, Wagner und Richard Strauss. 1985 wurde er in Karlsruhe zum Kammersänger ernannt.

## Leben und Werk
Von Kannen studierte Germanistik, Geschichte und Pädagogik in Bonn und Tübingen, wurde Lehrer und absolvierte parallel zu seinem Beruf eine Gesangsausbildung bei Paul Lohmann und Franziska Martienssen-Lohmann. 1965 war er Preisträger beim Gesangswettbewerb der ARD in München. In der Spielzeit 1966–67 war er am Pfalztheater Kaiserslautern engagiert, danach zwei Spielzeiten an den Städtischen Bühnen Bielefeld, eine am Stadttheater Würzburg und zwei am Theater der Stadt Bonn. Von 1972 bis 1977 sang er am Musiktheater im Revier in Gelsenkirchen, danach drei Spielzeiten lang am Badischen Staatstheater in Karlsruhe. Parallel dazu gastierte er beispielsweise am Stadttheater St. Gallen, dort durchgehend in komischen Rollen (1977 Mamma Agata, 1978 van Bett und 1979 Ochs), weiters an der Bayerischen Staatsoper in München und am Opernhaus Köln. Von 1980 bis 1991 war er Ensemblemitglied am Opernhaus Zürich. Das Institut für Theaterwissenschaft an der Universität Bern charakterisierte den Sänger wie folgt: „Eine gute Gesangstechnik, klare Diktion sowie eine ausgesprochene Spielbegabung zeichnen K. aus, der besonders im Fach des Bassbuffos und Charakterbassbaritons beeindruckende Rollenporträts schuf.“ In Zürich konnte er sein komisches Talent voll ausleben, in Werken Mozarts (Osmin), Lortzings (van Bett), Donizettis (Mamma Agata, Don Pasquale und Dulcamara) und Rossinis (Bartolo, Gouverneur und Mustafa), als Falstaff in Otto Nicolais Lustigen Weibern von Windsor, als Kecal in Smetanas Verkaufter Braut oder als Ochs auf Lerchenau im Rosenkavalier. 1981 gastierte er am Grand Théâtre de Genève, wiederum in einer komischen Rolle, als Don Magnifico in Rossinis La Cenerentola. Er war auch im ernsten Fach vertreten, aber nicht als der tragische Held oder der schwermütige Grandseigneur, sondern mit Charakterrollen, die ins Groteske oder Pittoreske hineinspielten, wie der Wurm in Verdis Luisa Miller, oder in die Gemütlichkeit eines Gutmenschen, wie der Rocco in Beethovens Fidelio. Er übernahm in Zürich auch die Rolle des Leporello im Don Giovanni und des Warlaam im Boris Godunow. In seinen Zürcher Jahren gab es bereits zahlreiche Einladungen zu Gastspielen – beispielsweise 1983 an die Opéra National de Paris (im Barbier von Sevilla), dann ans Théâtre Royal de la Monnaie in Brüssel (in Le Comte Ory) und 1985 an das Schlosstheater Drottningholm (als Osmin und als Claudio in Händels Agrippina). Er wurde zu den Festspielen in Salzburg, Schwetzingen und Aix-en-Provence eingeladen und er sang den Don Pasquale in Santa Fe und in Kanada. 1987 war er erstmals als Alberich im Ring des Nibelungen zu sehen und zu hören – in Zürich und in München. In Zürich inszenierte Claus Helmut Drese, es dirigierte Ralf Weikert.
In derselben Rolle gelang ihm im Jahr 1988 bei den Bayreuther Festspielen der internationale Durchbruch. Er sang den Alberich in zwei Bayreuther Neuinszenierungen: 1988 in der Regie von Harry Kupfer, mit Daniel Barenboim am Pult, 2000 in der Regie von Jürgen Flimm, mit Giuseppe Sinopoli am Pult. Der Erfolg war in beiden Fällen enorm und weshalb ausgerechnet der böse, machtgierige Nibelung zum erklärten Publikumsliebling in Bayreuth avancieren konnte, erschließt sich nicht jedem, insbesondere nicht jenen, die Tradition, Präferenz und Struktur des Grünen Hügel nicht sehr gut kennen. Die Zusammenarbeit mit Jürgen Film beschrieb der Sänger als „Liebe auf den ersten Blick“ – beide Rheinländer. In Bayreuth übernahm der Sänger noch eine zweite zentrale Rolle, den Klingsor im Parsifal, vier Sommer lang, doch sein Ehrentitel lautet fürderhin „Alberich vom Dienst“. Nach Bayreuth sang von Kannen an allen wichtigen Opernhäusern des deutschsprachigen Raumes, an der Deutschen Oper Berlin und ab 1992 an der Staatsoper Unter den Linden, wo er den Hans Sachs gab, an der Hamburgischen Staatsoper und an der Semperoper in Dresden, in Stuttgart, Köln und Leipzig, an der Wiener Staatsoper und an der Volksoper Wien, weiters in London und Amsterdam, in Turin, Triest, im Teatro La Fenice von Venedig und an der Mailänder Scala, in Madrid, Chicago, Washington, San Francisco und Tokio. Laut Operabase waren seine letzten Auftritte 2006 Wozzeck in Barcelona und Hamburg, Parsifal in Dresden und La forza del destino in Köln.
Er trat auch in Konzerten auf. Es gibt zahlreiche Aufnahmen und Aufzeichnungen, insbesondere seiner Wagner-Rollen. 1986 nahm er in Zürich die LP Lebendig Begraben mit Werken des Schweizer Komponisten Othmar Schoeck auf, es dirigierte Ralf Weikert. Er war mit einer südafrikanischen Kollegin namens Clementine verheiratet. Das Paar hatte drei Kinder. Eine der Töchter wurde Tierärztin. Er starb im Alter von 76 Jahren nach längerer Krankheit.

## Rollen (Auswahl)
| Beethoven: - Rocco im Fidelio Berg: - Doktor im Wozzeck - Tierbändiger und Rodrigo in Lulu Britten: - Lockit in The Beggar’s Opera - Balstrode in Peter Grimes Donizetti: - Mamma Agata in Viva la Mamma - Dulcamara in L’elisir d’amore - Titelpartie im Don Pasquale Hindemith: - Titelpartie in Cadillac Lortzing: - Van Bett in Zar und Zimmermann Mozart: - Osmin in Die Entführung aus dem Serail - Don Bartolo in Le nozze di Figaro - Leporello und Komtur im Don Giovanni - Don Alfonso in Così fan tutte Modest Mussorgski: - Warlaam in Boris Godunow Nicolai: - Sir John Falstaff in Die lustigen Weiber von Windsor |  | Rossini: - Bartolo in Der Barbier von Sevilla - Don Magnifico in La Cenerentola - Gouverneur in Le comte Ory - Mustafa in L’italiana in Algeri Schostakowitsch: - Boris in Lady Macbeth von Mzensk Smetana: - Kecal in Die verkaufte Braut Richard Strauss: - Baron Ochs von Lerchenau im Rosenkavalier - Perückenmacher in Ariadne auf Naxos - Sir Morosus in Die schweigsame Frau - La Roche in Capriccio Verdi: - Wurm in Luisa Miller - Fra Melitone in La forza del destino - Titelpartie im Falstaff Wagner: - Hans Sachs in Die Meistersinger von Nürnberg - Alberich in Das Rheingold - Alberich in Siegfried - Alberich in der Götterdämmerung - Klingsor in Parsifal Weber: - Omar, der Geldwechsler in Abu Hassan |

## Aufnahmen (Auswahl)
- Alban Berg: Wozzeck. Mit der Staatskapelle Berlin, Dirigent: Daniel Barenboim (1997)
- Ludwig van Beethoven Fidelio. Mit dem Symphonieorchester des Bayerischen Rundfunks, Dirigent: Stefan Soltesz (1996)
- Giuseppe Gazzaniga: Don Giovanni. Mit dem Münchner Rundfunkorchester, Dirigent: Stefan Soltesz (2002)
- Wolfgang Amadeus Mozart: Cosi fan tutte. Mit den Berliner Philharmonikern, Dirigent: Daniel Barenboim (1991)
- Richard Strauss: Capriccio. Mit dem SWR Radiosinfonieorchester Stuttgart, Dirigent: Georges Pretre (2000)
- Richard Wagner: Parsifal. Mit den Berliner Philharmonikern, Dirigent: Daniel Barenboim (1995)
- Richard Wagner: Das Rheingold. Mit dem Orchester der Bayreuther Festspiele, Dirigent: Daniel Barenboim (1991) auch DVD
- Richard Wagner: Siegfried. Mit dem Orchester der Bayreuther Festspiele, Dirigent: Daniel Barenboim (1991) auch DVD
- Richard Wagner: Götterdämmerung. Mit dem Orchester der Bayreuther Festspiele, Dirigent: Daniel Barenboim (1991) auch DVD